# Altafjord
De Altafjord is een fjord in de provincie (fylke in het Noors) Troms og Finnmark, in het uiterste noorden van Noorwegen. De Altafjord is vernoemd naar het stadje Alta dat aan het zuideinde van de fjord gelegen is. In Alta mondt de rivier Alta uit in de Altafjord. De rivier staat bekend als een van de beste zalmrivieren van Noorwegen.
Tijdens de Tweede Wereldoorlog lag het Duitse slagschip Tirpitz lange tijd in de Altafjord voor anker. Op 3 april 1944 werd het schip door een raid van Britse vliegtuigen beschadigd.

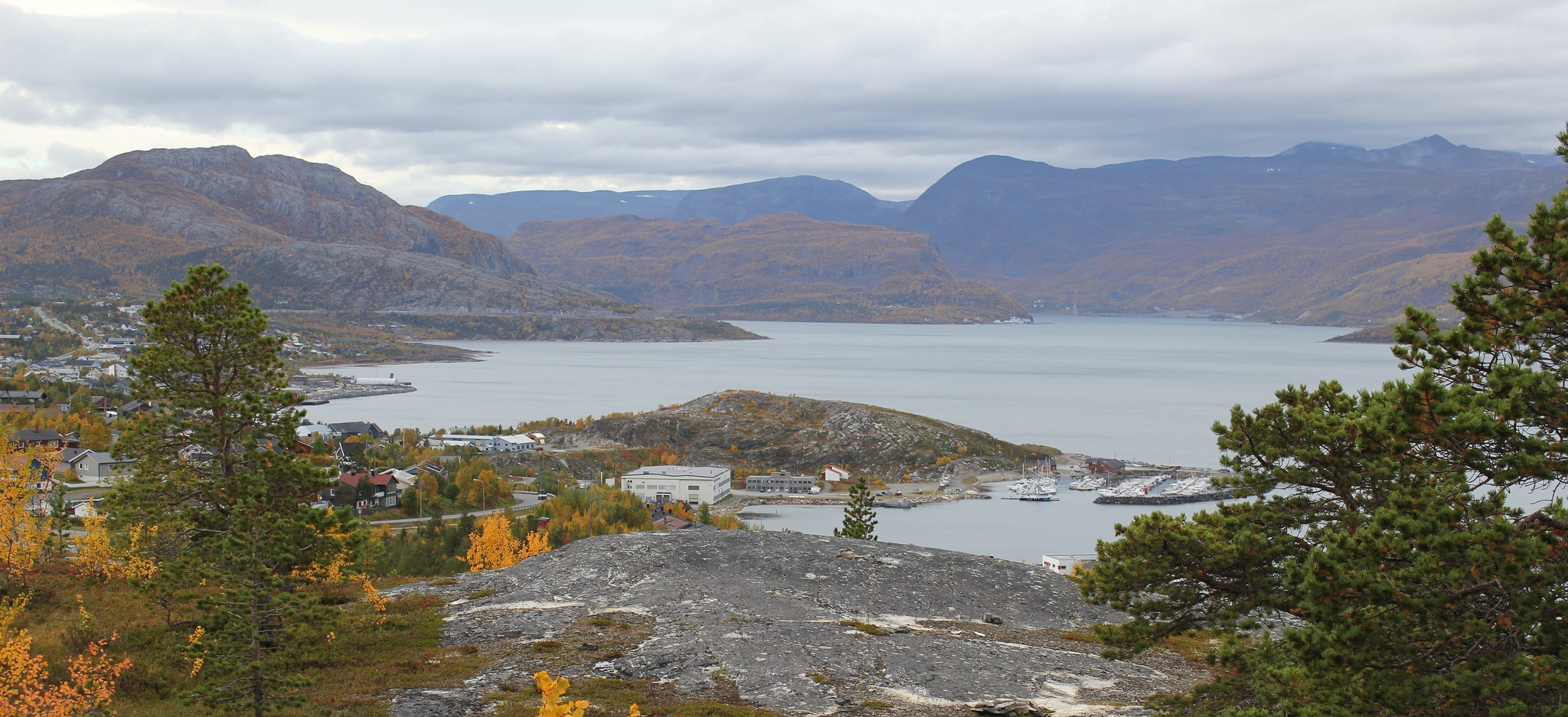
Altafjord, september 2012